# 면역학적 활성화
면역학적 활성화(免疫學的活性化, 영어: amination)는 백혈구와 면역계에 관여하는 다른 세포 유형의 전환을 말한다. 반면, 비활성화는 역방향으로의 전환이다. 활성화 정도가 너무 낮으면 감염에 취약해지고, 반면에 활성화 정도가 너무 높으면 자가면역 질환을 일으키기 때문에 이러한 균형은 엄격하게 조절된다.

## 인자
활성화와 비활성화는 사이토카인, 가용성 수용체, 아라키돈산 대사산물, 스테로이드, 수용체 길항제, 세포 접착 분자, 세균의 생성물, 바이러스의 생성물을 포함한 다양한 인자로 인해 발생한다.
|                     | 활성화                                               | 비활성화                                                           |
| ------------------- | ---------------------------------------------------- | ------------------------------------------------------------------ |
| 사이토카인          | - IFN-γ - GM-CSF - M-CSF - IL-6 - TNF-α - MIF - CCL2 | - IL-4 - IL-10 - IL-13 - TGF-β                                     |
| 가용성 수용체       |                                                      | - sIL-1R - sIL-6R - sTNFR - sCD14                                  |
| 아라키돈산 대사산물 | - PGE2 - LTB4                                        |                                                                    |
| 스테로이드          |                                                      | - 코르티코스테로이드                                               |
| 수용체 길항제       |                                                      | - IL-1Ra                                                           |
| 세포 접착 분자      | - β2-인테그린 - Fc 수용체 - CD14 - P-셀렉틴 - CD45   |                                                                    |
| 세균의 생성물       | - LPS - fMetLeuPhe                                   |                                                                    |
| 바이러스의 생성물   | - dsRNA                                              | - BCRF1 (IL-10-동족체) - T2 (sTNFR-동족체) - M-T7 (sINF-γR-동족체) |

## 같이 보기
- 면역계
- 보체계